# تورا بورا (فلم)
تورا بورا، فيلم كويتي، أنتج عام 2011. وهو من إخراج وليد العوضي وتأليف رياض سيف.
تدور أحداث الفيلم حول شاب يقتنع بالفكر الجهادي المتطرف، ويحاول السفر إلى أفغانستان بعد أن يقنعه بعض المتطرفين بذلك. ويصور الفيلم رحلة الألم والعذاب التي يقاسيها والداه خلال بحثهم عنه.

## طاقم العمل
- سعد الفرج
- أسمهان توفيق
- خالد أمين
- منى شداد
- عبدالله الطراروة
- عبدالله الزيد